# 李弥反攻云南战役
李弥反攻云南战役是1951年5月至7月下旬，中華民國國軍将领李弥率领泰緬孤軍从缅甸北部进攻云南省的战役。中华人民共和国方面视为对其部的两次围剿作战，或称为国军残部袭扰云南:126。

## 前奏和美援
1950年4月，中華民國國軍将领李弥抵达曼谷，与在缅甸的国军残部取得了联系。1950年5月起，中華民國政府向国军派发军饷。国军残部得以休整，战斗力有所恢复。同时，缅甸政府通过各种手段迫使国军离开缅甸。中华民国政府命令缅北的国军进入云南从事游击活动。同年9月，美国海军少将格雷夫斯·厄斯金率领“东南亚军援顾问团”访问泰国。厄斯金与李弥进行三次会谈。李弥希望得到美方补给以反攻大陸，厄斯金强调在国军进入中国境内后可对其进行空投补给。11月5日，中央情报局政策协调办公室根据厄斯金的建议，向总统杜鲁门提出“白纸方案”（Operation Paper），即支援缅北的国军进攻中国大陆，以牵制中国人民解放军，缓解美军在朝鲜半岛的压力，获得批准:126—127。
1951年2月起，中情局通过曼谷情报站，在泰国政府的协助下将武器装备交给国军:127。同时协助中華民國國防部将一批武器装备从台湾高雄送交国军:127。李弥从泰国达到缅甸境内、猛撒孤军总部后，在第26军建制下，将部队改组成第93师和第193师。4月，李弥编成6个游击纵队，8个支队一个特务团，总兵力达17600余人，并进行了整训备战。
日后，李弥透露“1951年3月美方为刺激匪方促成南北韩和谈，给以本部队不适用之机关枪200挺（装甲车上用的）六零炮12门，卡宾枪150支15W无线电4部82、60、79、30、45卡宾枪各种口径弹药各一部（数目待查），要本部队作螳臂挡车式之进攻云南，并派干部两员随行监视（美国人），本部队官兵以反攻有责，当即不问一切攻复沧源，在该地美方又空投三零步枪875支（每支附弹40发）卡宾枪2000支（每支附弹50发），7月本部以众寡悬殊伤亡甚大，迫不得已即转移至滇缅边境，整补训练，待机再举，此后该方即烦言啧啧，并即停止补给装备。同年9月，该方月给经费美金75000元（按泰币市价折付，收支实情均已呈报）接济本部队，迭嘱潜伏待机，本部队明知其为玩弄而豢养，但只好听其安排。1952年4月美方迫于中苏匪帮与缅甸之威胁，立即停止上项经费援助。”:127

## 第一次进攻云南
1951年4月，李弥部队从缅北分南北两路向云南省推进。5月26日，从滇西南入境。发起军事行动后，李弥部队陆续占领云南边境的镇康、双江、耿马、孟定、沧源、澜沧、宁江、南峤等8个县治。美军先后五次，向沧源境内空投武器装备。
5月下旬起，《人民日报》不断报道李弥部队进攻耿马、双江、沧源地区:127。6月3日，解放军云南军区发布作战命令。根据事先获得的情报，将采诱敌深入战术，在李弥部队“进入国境一定深度时，切断其退路，以强大劲旅围剿、追剿与清剿”。6月15日，国军残部600余人投奔李弥，李弥亲自接见，颁发番号和军职。
当时，解放军由李成芳指挥第十三军、十四军，公安边防团、军分区基干团九个团，由各族民兵向导配合向李弥部队发起进攻。李弥部队不敌，于6月底回到缅甸。

## 第二次进攻云南
1951年7月中，李弥指挥部队分为三路，再度进攻云南。国军一九三师师长李国辉统领一路，攻占沧源；第二十六军军长呂國銓统领一路，攻打孟连县城；云南省第二区行政督察专员廖蔚文统领一路，曾袭占澜沧。《人民日报》报道提及，李弥部队进攻孟马、孟连、孟董等地:127。
云南军区调集解放军第十三军、第十四军各一部对李弥部队进行围剿，歼俘其官兵200余人。李弥部队因是孤军深入，缺少补给。中国人民解放军发起反击后，便全线溃退。7月22日，李弥部队退回缅甸境内。

## 后续
1951年12月26日，《人民日报》发表《美国竟由台湾运送国民党匪军到泰国和缅甸北部，阴谋向我国边境乘机进行大规模扰乱活动》的文章，对“美帝国主义”和“泰国反动政府”相勾结，增援缅北的“国民党残匪”，“阴谋向我国边境乘机进行大规模的扰乱活动”加以揭露和谴责:127。
1953年，李弥被中華民國政府召回台北。李弥提交的报告中，将此次军事失败归咎于中情局援助不力:127。
中华人民共和国研究者认为，李弥率部进攻云南，更多地是为了向中华民国和美国政府“证明他们的价值，争取更多的援助以立足于缅甸”，而“从现有资料还不能完全了解国军残部对云南的进攻在多大程度上牵制了中国军队”:127。

## 备注
1. ↑  宁江县是1950年代初，云南省短暂设置的县。县治在今普洱市澜沧拉祜族自治县境内。
2. 1 2  1949年时，孟连县等县并入澜沧县。
3. ↑  孟马具体地点不详。
4. ↑  孟董具体地点不详。